# Jérôme Phélypeaux de Pontchartrain

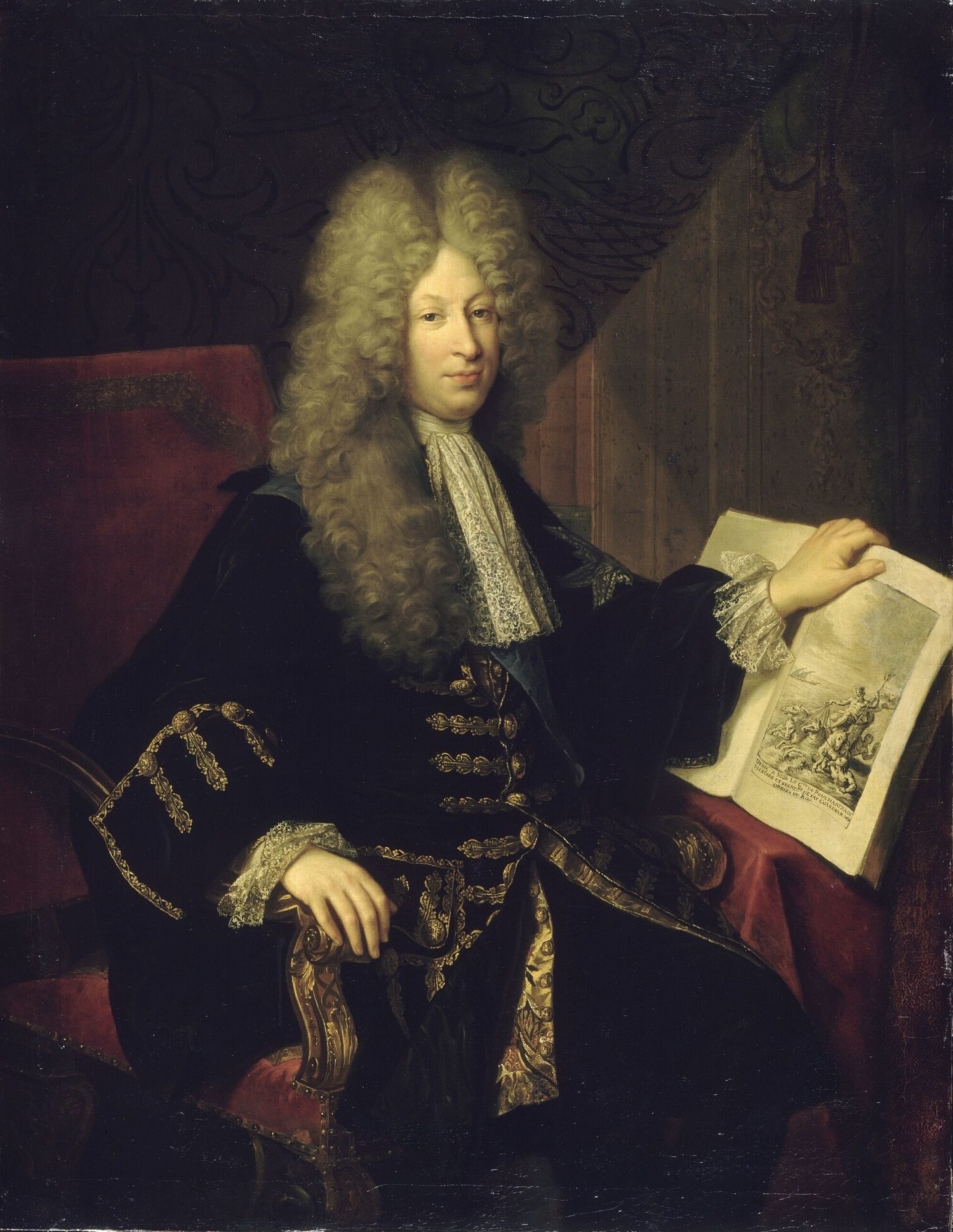
Robert Tourniéres, Porträt von Jérôme Phélipeaux, ca. 1709/15, Schloss Versailles

Jérôme Phélypeaux, Comte de Pontchartrain (* März 1674; † 8. Februar 1747 in Versailles), war ein französischer Staatsmann.
Außer Comte de Pontchartrain war er Comte de Maurepas, Marquis de Chef-Boutonne, de Châteauneuf, Seigneur de Palluau et de Nerviers, Baron de Beynes et de l’Île de Ré.

## Leben
Jérôme de Phélipeaux war der zweite und einzig überlebende Sohn von Louis II. Phélypeaux de Pontchartrain (1643–1727) und Marie de Maupeou (1645–1714).
Von 1690 bis August 1709 war er Intendant von Paris. Am 29. März 1692 wurde er als Conseiller im Parlement von Paris aufgenommen, am 19. Dezember 1693 zum Secrétaire d’État en survivance ernannt; er wurde von seinem Vater in dessen ministerielle Aufgaben eingebunden, bevor er ihm am 5. September 1699 als Secrétaire d’État à la Maison du Roi und am 6. September 1699 als Secrétaire d’État de la Marine folgte. Bis zum 7. November bzw. 1. Oktober 1715 blieb er im Amt: bei der Einführung der Polysynodie verlor er diese Ämter trotz der Intervention seines Verwandten, des Marquis d’Effiat. Darüber hinaus war er von Oktober 1709 bis zu seinem Sturz 1715 Prévôt-Maître des Cérémonies, Commandeur et Prévôt des Ordres du Roi.
Seine Verwaltung der Marine, die lange Zeit in schlechtem Licht stand, wird in der jüngsten Geschichtsschreibung weitgehend neu bewertet. Er förderte insbesondere die Erforschung und Besiedlung von Louisiana.
In seinen Aufgaben war Jérôme Phélypeaux auch mit der Gründung der Académie royale des inscriptions et médailles (Juli 1701) befasst, die 1716 in die Académie des inscriptions et belles-lettres umgewandelt wurde.

## Ehe und Familie
Am 18. Februar 1697 heiratete er in erster Ehe Éléonore Christine de La Rochefoucauld de Roye, genannt Mademoiselle de Chef-Boutonne (* 1681; † 23. Juni 1708), Tochter von Frédéric Charles de La Rochefoucauld, Comte de Roye et de Roucy, und Isabelle de Durfort-Duras. Mit ihr hatte er fünf Kinder:
- Marie Françoise Christine (* 17. Januar 1698; † 21. September 1701)
- Louis François (* 9. Mai 1700; † 23. Januar 1708), Comte de Maurepas
- Jean Frédéric (* 9. Juli 1701; † 1. September 1781), Comte de Maurepas, Secrétaire d’État und Ministre d’État; ⚭ 29. März 1718 Marie Jeanne Phélypeaux de La Vrillière (* Juni 1704; † 1793), Tochter von Louis II. Phélypeaux, Marquis de La Vrillière, Châteauneuf et Tanlay, Secrétaire d’État, und Françoise de Mailly
- Paul Jérôme (* 25. April 1703; † 12. April 1775), Marquis de Chef-Boutonne, dann Marquis de Pontchartrain, Lieutenant général des Armée du Roi; ⚭ Angélique de Galard de Béarn († 1817)
- Charles Henri (* 14. Juni 1706; † 24. Juni 1734), Abt von Royaumont, 1734 designierter Bischof von Blois

Am 31. Juli 1713 heiratete er in zweiter Ehe Hélène Angélique Rosalie de L’Aubespine de Verderonne (* 1690; † 10. Oktober 1770), Tochter von Etienne Claude de L’Aubespine, Marquis de Verderonne, und Marie Anne de Fessard. Mir ihr hatte er zwei Töchter:
- Marie Louise Rosalie (* Juni 1714; † 9. November 1780); ⚭ 12. Mai 1729 Maximilien Emmanuel de Watteville, Marquis de Conflans et d’Illiers
- Madeleine Angélique Françoise (* Mai 1715; † 1781), genannt Hélène; ⚭ 1731 Louis-Jules Mancini-Mazarini, Duc de Nevers, Pair de France (* 16. Dezember 1716; † 25. Februar 1798)